# Ik hou zoveel van jou
Ik hou zoveel van jou is een single van Salim Seghers (Jos Aerts), die maar ternauwernood de Vlaamse hitparade wist te halen met tweemaal een notering van 1 week. Het was de “B-kant” van Woorden zijn geen daden, dat niet in de hitparade genoteerd/genoemd werd.

## Hitnotering

### BelgischeBRT Top 30
| Hitnotering: 13-4-1974 t/m 19-4-1974 en 11-5-1974 t/m 17-5-1974 | Hitnotering: 13-4-1974 t/m 19-4-1974 en 11-5-1974 t/m 17-5-1974 | Hitnotering: 13-4-1974 t/m 19-4-1974 en 11-5-1974 t/m 17-5-1974 | Hitnotering: 13-4-1974 t/m 19-4-1974 en 11-5-1974 t/m 17-5-1974 | Hitnotering: 13-4-1974 t/m 19-4-1974 en 11-5-1974 t/m 17-5-1974 | Hitnotering: 13-4-1974 t/m 19-4-1974 en 11-5-1974 t/m 17-5-1974 | Hitnotering: 13-4-1974 t/m 19-4-1974 en 11-5-1974 t/m 17-5-1974 |
| Week:                                                           | 1                                                               |                                                                 |                                                                 |                                                                 | 2                                                               |                                                                 |
| --------------------------------------------------------------- | --------------------------------------------------------------- | --------------------------------------------------------------- | --------------------------------------------------------------- | --------------------------------------------------------------- | --------------------------------------------------------------- | --------------------------------------------------------------- |
| Positie:                                                        | 30                                                              | x                                                               | x                                                               | x                                                               | 29                                                              | uit                                                             |